# Tourisme et handicap
Pour les articles homonymes, voir Tourisme et handicap (homonymie).
 (octobre 2012).
Si vous disposez d'ouvrages ou d'articles de référence ou si vous connaissez des sites web de qualité traitant du thème abordé ici, merci de compléter l'article en donnant les références utiles à sa vérifiabilité et en les liant à la section « Notes et références ».
 (juin 2014).
- Si vous ne connaissez pas le sujet, laissez ce bandeau (vous pouvez alors contacter les auteurs).
- Si vous supprimez le contenu mis en cause (vous pouvez préalablement contacter les auteurs),

argumentez précisément cette suppression dans la page de discussion
(un manque de référence n'est pas un argument ; une recherche réelle de référence doit avoir été effectuée, être formellement documentée).

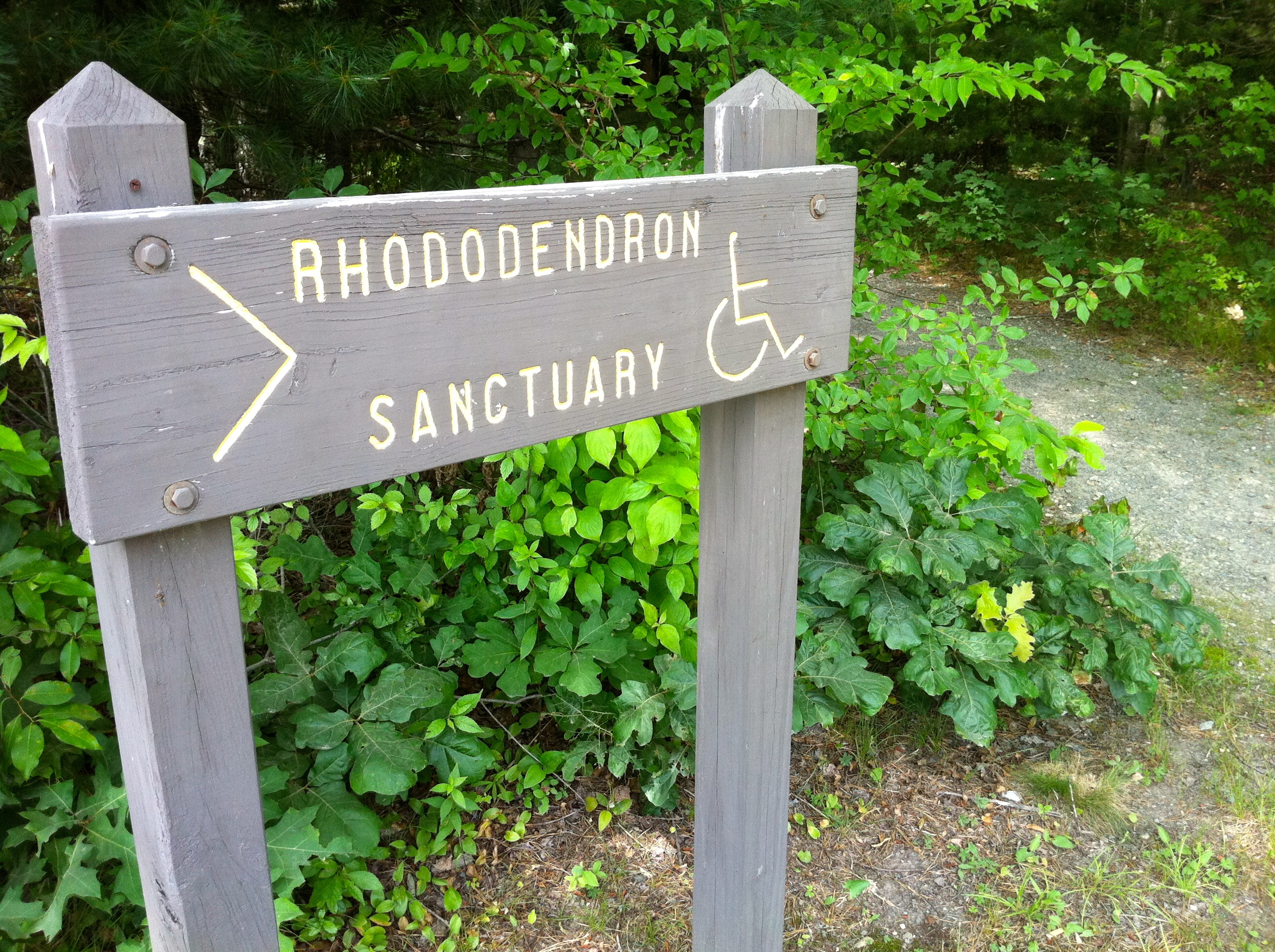
Nehantic Trail (Connecticut) : entrée du parcours vers la réserve des Rhododendrons, panneau d'accessibilité pour fauteuil roulant

Le tourisme adapté au handicap est un segment du tourisme en développement depuis les années 1990.

## Personnes concernées
Le handicap affecte 80 millions de personnes en Europe et 650 millions dans le monde entier, sans compter les seniors ni les personnes ayant une incapacité provisoire (invalidité temporaire : maladie, blessure). 
La population des personnes handicapées amène l'économie liée au tourisme à proposer des services spécifiques qui ne sont généralement pas proposés par les organismes et agences de tourisme traditionnels.

## Exigences spécifiques
Les touristes handicapés ont des besoins spécifiques :
- des aménagements aéroportuaires adaptés
- des véhicules pouvant accueillir des fauteuils roulants
- des hébergements touristiques tels que les Camping village, les centres de villégiature, les Résidences de tourisme, ou les villages de vacances adaptés à leurs besoins.
- des chambres d'hôtel conçues selon leurs besoins
- un personnel d'accueil capable de donner des informations ou des suggestions sur l'accessibilité
- une information sur l'accessibilité des attractions spécifiques (visites touristiques : monuments, musées)
- des établissements ouverts au public accessibles (restauration, services publics) avec des équipements adaptés (toilettes)
- des rues accessibles (accès au trottoir, véhicules stationnés sur les trottoirs)
- la possibilité de location d'équipements spécialisés (fauteuils roulants, chaises de bain, scooters électriques ou autre équipement adapté)

## Dans le monde

### En France

#### Label
L'État français a mis en place dès 2001, avec effet en 2003, un label national "Tourisme & Handicap" (déposé à l'INPI) délivré aux professionnels du tourisme offrant un équipement adapté à une où plusieurs familles de handicap .

#### Travail associatif
En France, l'association « Tourisme et Handicaps (ATH) » - à distinguer du label précédemment cité - est une structure de coordination entre les professionnels du tourisme et les associations d'usagers handicapés. L'association est chargée de la gestion nationale du label « Tourisme & Handicap » créé en 2001 et « Destination pour tous » créé en 2011. 
Le label Tourisme & Handicap  est accordé à des établissements d'hébergement touristique adaptés à l'accueil de personnes pouvant être atteintes de handicaps auditifs, physique, mental ou visuel.
L'association « Tourisme et Handicaps (ATH) » en collaboration avec le Ministère du tourisme, les professionnels et les associations concernées a mis au point en 2011, un label complémentaire au label « Tourisme & Handicap », le label « Destination pour tous », il labellise les territoires proposant une offre de tourisme accessible aux personnes en situation de handicap.

### Au Maroc
Le Ministère du tourisme a défini des normes d'accessibilité aux personnes handicapées.

### Au Québec
« Kéroul » est un organisme sans but lucratif qui informe, représente, développe et fait la promotion du tourisme et de la culture accessibles pour les personnes pouvant être atteintes de handicaps auditif, physique, ou visuel.